# Distrito de Coviriali
El Distrito de Coviriali es un distrito de la provincia de Satipo, situada en el departamento de Junín, Perú. Según el censo de 2 017, tiene una población de 5 778 habitantes.

## Historia
Fue creado mediante Ley N.º 15481 del 26 de marzo de 1965, en el primer gobierno del Presidente Fernando Belaúnde. La historia de Coviriali ha ido de la mano con la Provincia de Satipo, poblada inicialmente por nativos Asháninkas en su mayoría. Se remonta a 3 500 años de antigüedad, según lo demuestran los milenarios petroglíficos distribuidos en distintas partes de la Provincia como en los vecinos distritos de Llaylla y Pampa Hermosa. Así mismo, los restos de cerámica, hecha de piedra y oro, así como las construcciones de piedra, nos indican la presencia Inca en estos territorios, confirmando las versiones populares indígenas de la que los incas intentaron conquistar la selva satipeña.

## Geografía
El distrito de Covirilia es uno de los 9 distritos que conforman la Provincia de Satipo, departamento de Junín, abarca una superficie de 140 km².
Límites:
- Por el Norte: Distrito de Satipo
- Por el Sur: Distrito de Llaylla y Pampa Hermosa
- Por el Este: Distrito de Mazamari
- Por el Oeste: Distrrtio de Pampa Hermosa y Satipo

## Turismo
Recursos turísticos registrados en el inventario nacional
Río Satipo - Sector Bellavista, Cascada Mariposa, Cascada Santa María, Piscigranja Selva Central, Capilla de Coviriali, Catarata Santa María, Comunidad Nativa Ashaninka San José de Panamá. 
Fiestas patronales:
Fiesta Patronal ascensión de Cachuy
Fiesta Patronal de Bellavista
Fiesta Patronal de San Pedro de Coviriali
Deportes Extremos
- Canotaje (Rafting)
- Parapente
- Ciclismo
- Rapel
- Motocross
- Motocarcross

## Autoridades

### Municipales
- 2023 - 2026
  - Alcalde: Iroshi Erik Ureta Campos (Caminemos Juntos por Junín)

- 2015 - 2018[3]
  - Alcalde: Alejandro Honorato Egoavil Noya, del Movimiento Junín Sostenible con su Gente (JSG).
  - Regidores: Giowana Isabel Martínez Villanes (JSG), José Edgar Veliz Mercado (JSG), Eliseo Hugo Mayta José (JSG),  Analí Yasminda Ponce Franco (JSG), Ángel Martínez Balbín (Fuerza Popular K).
- 2011 - 2014
  - Alcalde: Marcos Fortunato Quiñones Meza, de Fuerza 2011.
  - Regidores: Susana Alicia Apolinario Acuña (Fuerza 2011), Julio Teófilo Alvarado Ames (Fuerza 2011), Marcelino Victorio Quiñones Corichahua (Fuerza 2011), Ángel Martínez Balbín (Fuerza 2011), Simeon Fortunato Balbín Mauricio (CONREDES).
- 2007 - 2010
  - Alcalde: César Gallardo Álvarez.